# Thomas Carlin
Ne doit pas être confondu avec Thomas A. Carlin.
Thomas Carlin (18 juillet 1789- 14 février 1852) est un homme politique américain qui est gouverneur de l'Illinois. 

## Biographie
Fermier, soldat et démocrate jacksonien, il fut le septième gouverneur de l’Illinois (de 1838 à 1842) et siégea également dans les deux chambres de l’Assemblée générale de l'Illinois. Il est devenu le premier démocrate nommé lors d’une convention de l’État de l’Illinois, ainsi que le dernier gouverneur de l’Illinois à avoir combattu les Amérindiens. Son mandat de gouverneur fut remarqué pour son incohérence, car il avait une expérience financière limitée et l’État subit les séquelles de la panique de 1837 et tenta de financer une coûteuse loi sur les améliorations internes adoptée par la législature de l’État malgré les objections de son prédécesseur.

### Source
- (en) Cet article est partiellement ou en totalité issue d'une traduction de l'article Wikipédia en anglais intitule « en:Thomas Carlin ».